# 1035
Évszázadok: 10. század – 11. század – 12. század
Évtizedek: 980-as évek – 990-es évek – 1000-es évek – 1010-es évek – 1020-as évek – 1030-as évek – 1040-es évek – 1050-es évek – 1060-as évek – 1070-es évek – 1080-as évek
Évek: 1030 – 1031 – 1032 – 1033 –  1034 – 1035 – 1036 – 1037 – 1038 – 1039 – 1040

## Események
- február – I. Ferdinánd (V. Alfonz fia) lesz Kasztília első királya (1065-ig uralkodik).
- február – I. Ramiro aragóniai király (III. Sancho fia) trónra lépése (1063-ig uralkodik).
- február – III. García navarrai király (III. Sancho fia) trónra lépése (1054-ig uralkodik).
- II. Hardeknut dán király (II. Knut fia) trónra lépése (1042-ig uralkodik).
- I. Magnus norvég király (II. Olaf fia) trónra lépése (1047-ig uralkodik).
- Hódító Vilmos lesz Normandia hercege (1066-tól angol király).
- A bari San Sabino székesegyház építésének kezdete.
- Koper városi jogokat kap.

## Halálozások
- október 18. – III. Sancho navarrai király.
- november 12. – Nagy Knut Anglia, Dánia és Norvégia királya (* 995 körül).